# Sainte-Pexine

Sainte-Pexine este o comună în departamentul Vendée, Franța. În 2009 avea o populație de 238 de locuitori.